# Carbajo
Carbajo est une commune de la province de Cáceres dans la communauté autonome d'Estrémadure en Espagne.